# Monster (嵐の曲)
『Monster』（モンスター）は、日本の男性アイドルグループ・嵐の通算30枚目となるシングル。2010年5月19日にジェイ・ストームから発売された。

## 概要
前作『Troublemaker』以来約2か月での発売となったシングル。初回限定盤・通常盤の2種類での発売となり、それぞれ収録内容・ジャケット写真ともに異なる。
表題曲は、メンバーの大野智が主演している日本テレビ系土曜ドラマ『怪物くん』および東宝配給映画『映画 怪物くん』の主題歌である。
両形態に収録されているカップリング曲「スパイラル」は、メンバーの櫻井翔がRap詞を手掛けている。
初回限定盤には、表題曲のビデオ・クリップ＋メイキングを収録。ビデオ・クリップは怪物王子の屋敷をイメージしたゴシック調のセットで、巨大な時計や蝋燭をバックに踊る5人が収録されている。衣装は怪物界の王子をイメージしたデザインで5人それぞれ異なる。監督は「サクラ咲ケ」「truth」「風の向こうへ」「Believe」「Crazy Moon～キミ・ハ・ムテキ～」を手掛けた須永秀明。
通常盤には、オリジナル・カラオケ2曲を収録。

## チャート成績
発売前日の2010年（平成22年）5月18日付オリコンデイリーシングルチャートで推定売上枚数23.2万枚を記録し、1位を獲得した。
2010年（平成22年）5月31日付オリコン週間シングルチャートで1位を獲得した。1位獲得は12thシングル『PIKA★★NCHI DOUBLE』以来19作連続、通算26作目となり、さらにTOP3入りはデビュー以来30作連続となった。デビューから30作連続のシングルTOP3入りは同チャート史上初である。初動売上は約54.3万枚を記録した。
2010年度上半期オリコンシングルチャートでは売上65.4万枚で前作『Troublemaker』に続く2位となった。これにより嵐は史上初となる2年連続での上半期シングルチャート1位・2位独占を達成した。

## 収録曲

### CD
※オリジナル・カラオケは通常盤のみ収録。
1. Monster [4:29]
作詞：UNITe・Sean-D、作曲：CHI-MEY、編曲：Taku Yoshioka・Hirofumi Sasaki
  - 大野智主演 日本テレビ系土曜ドラマ『怪物くん』主題歌
  - 大野智主演 東宝配給映画『映画 怪物くん』主題歌
  - 二宮和也以外のメンバーにソロパートがある。
2. スパイラル [4:37]
作詞：小川貴史、Rap詞：櫻井翔、作曲：三留一純、編曲：ha-j
3. Monster（オリジナル・カラオケ）
4. スパイラル（オリジナル・カラオケ）

### DVD
※初回限定盤のみ
1. 「Monster」ビデオ・クリップ＋メイキング

## 収録アルバム
- 僕の見ている風景（#1）
- ウラ嵐マニア（#2）
- 5×20 All the BEST!! 1999-2019（#1）
- ウラ嵐BEST 2008-2011（#2）

## 映像作品
Monster
- ARASHI 10-11 TOUR "Scene"〜君と僕の見ている風景〜 STADIUM
- ARASHI 10-11 TOUR "Scene"〜君と僕の見ている風景〜 DOME+
- ARASHI アラフェス'13 NATIONAL STADIUM 2013
- ARASHI BLAST in Hawaii
- ARASHI LIVE TOUR 2014 THE DIGITALIAN
- ARASHI LIVE TOUR 2017-2018 「untitled」
- ARASHI Anniversary Tour 5×20
- アラフェス2020 at 国立競技場
- This is 嵐 LIVE 2020.12.31